# Sainte-Scolasse-sur-Sarthe
Sainte-Scolasse-sur-Sarthe település Franciaországban, Orne megyében. Lakosainak száma 584 fő (2022. január 1.). Sainte-Scolasse-sur-Sarthe Montchevrel, Bures, Champeaux-sur-Sarthe, Saint-Aubin-de-Courteraie, Le Plantis, Courtomer és Laleu községekkel határos.

## Népesség
A település népessége az elmúlt években az alábbi módon változott:
| Lakosok száma | 577  | 624  | 637  | 623  | 611  | 598  | 586  | 582  | 584  |
|               | 2013 | 2015 | 2016 | 2017 | 2018 | 2019 | 2020 | 2021 | 2022 |